# Товоли, Лучано
Лучано Товоли (итал. Luciano Tovoli; род. 30 октября 1936, Масса-Мариттима, провинция Гроссето) — итальянский кинооператор. Работал в Италии, Франции, США.

## Биография
Учился филологии в университете Пизы, затем в Экспериментальном центре кинематографии в Риме (1956—1958). Вместе с Габриэле Лукки и Нестором Альмендросом учредил Международный кинофестиваль операторского искусства в Л’Акуиле (1981). В 1992 году создал Европейскую федерацию кинооператоров IMAGO. Организовал День кинооператора в рамках МКФ в Палм-Спрингс. Выступал как режиссёр (Генерал мёртвой армии, 1983, по роману Исмаила Кадаре). Неоднократно сотрудничал со многими известными режиссёрами, такими как Микеланджело Антониони, Дарио Ардженто, Этторе Скола, Франсис Вебер и Барбе Шрёдер. Также был оператором документального фильма Андрея Тарковского и Тонино Гуэрры «Время путешевствия»

## Избранная фильмография
- 1960 — Бандиты из Оргозоло / Banditi a Orgosolo (Витторио де Сета)
- 1972 — Мы не состаримся вместе / Nous ne vieillirons pas ensemble (Морис Пиала)
- 1972 — Китай / Chung Kuo — Cina (Микеланджело Антониони, документальный)
- 1973 — Кусай и беги / Mordi e fuggi (Дино Ризи)
- 1975 — Профессия: репортёр / Profession: reporter (Микеланджело Антониони, премия Итальянского синдиката кинооператоров Серебряная лента)
- 1975 — Женщина на воскресенье / La Femme du dimanche (Луиджи Коменчини)
- 1976 — Последняя женщина / La Dernière Femme (Марко Феррери)
- 1976 — Татарская пустыня / Le Désert des Tartares (Валерио Дзурлини)
- 1977 — Суспирия / Suspiria (Дарио Ардженто)
- 1978 — Прощай, самец / Ciao maschio (Марко Феррери)
- 1978 — За стенами монастыря / Interno di un convento (Валериан Боровчик)
- 1980 — Тайна Обервальда / Le Mystère d’Oberwald (Микеланджело Антониони)
- 1980 — Клетка для чудиков 2 / La Cage aux folles II (Эдуар Молинаро)
- 1982 — По ту сторону двери / Oltre la porta (Лилиана Кавани)
- 1982 — Дрожь / Tenebrae (Дарио Ардженто)
- 1982 — Время путешествия / Tempo di viaggio (Андрей Тарковский)
- 1983 — Генерал погибшей армии / Il generale dell’armata morte (Лучано Товоли, по одноименному роману Исмаила Кадаре)
- 1985 — Полиция / Police (Морис Пиала)
- 1985 — Клетка для чудиков 3 / La Cage aux folles 3 (Жорж Лотнер)
- 1986 — Беглецы / Les Fugitifs (Франсис Вебер)
- 1988 — Сплендор / Splendor (Этторе Скола, премия Итальянского синдиката кинооператоров Серебряная лента)
- 1989 — Ванильно-клубничное мороженое / Vanille fraise (Жерар Ури)
- 1989 — Который час? / Quelle heure est-il ? (Этторе Скола)
- 1990 — Изнанка судьбы / Reversal of Fortune (Барбет Шрёдер)
- 1991 — Путешествие капитана Фракасса / Le Voyage du capitaine Fracasse (Этторе Скола, Давид ди Донателло за лучшую операторскую работу)
- 1992 — Одинокая белая женщина / Single White Female (Барбет Шрёдер)
- 1993 — Марио, Мария и Марио / Mario, Maria e Mario (Этторе Скола)
- 1994 — Неприятности с обезьянкой / Monkey Trouble (Франко Амурри)
- 1995 — Поцелуй смерти / Kiss of Death (Барбет Шрёдер)
- 1995 — Ягуар / Le Jaguar (Франсис Вебер)
- 1996 — До и после / Before and After (Бербет Шрёдер)
- 1998 — Отчаянные меры / Desperate Measures (Барбет Шрёдер)
- 1999 — Ужин с придурком / Le Dîner de cons (Франсис Вебер)
- 2000 — Тит / Titus (Джули Теймор, премия Да Винчи на МКФ в Палм-Спрингс)
- 2001 — Хамелеон / Le Placard (Франсис Вебер)
- 2001 — Отсчёт убийств / Calculs meurtriers (Барбет Шрёдер)
- 2002 — Невезучие / Tais-toi ! (Франсис Вебер)
- 2007 — Инжу, зверь во тьме / Inju : la Bête dans l’ombre (Барбет Шрёдер)
- 2011 — Мои друзья — как все начиналось/ Amici miei — Come tutto ebbe inizio (Нери Паренти)
- 2012 — Дракула 3D/ Dracula 3D (Дарио Ардженто)

## Признание
- Премия Европейской федерации кинооператоров (2007).